# Lannea schweinfurthii
Lannea schweinfurthii là một loài thực vật có hoa trong họ Đào lộn hột. Loài này được (Engl.) Engl. mô tả khoa học đầu tiên năm 1897.